# F. J. Gillies

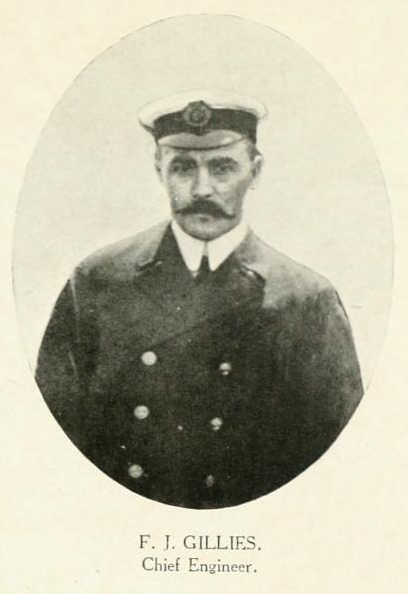
Imagen antigua del marino F. J. Gillies.

F. J. Gillies (n. 1876 - 1941 ) fue un marino originario de Cardiff, Gales. Durante los años de formación fue aprendiz de ingeniero a bordo de barcos a vapor galeses, antes de trabajar en las rutas comerciales con la India. Desde 1911 hasta 1914, durante la Expedición Antártica Australiana (EAA), fue Ingeniero Jefe a bordo del SY Aurora, al mando de John King Davis. En su libro High latitude, publicado en 1962, Davis escribió sobre las tareas realizadas por Gillies durante la expedición: "Fuimos muy afortunados en elegir a F. J. Gillies como Ingeniero Jefe del Aurora. Además de su elevada destreza técnica y eficiencia como ingeniero, fue el consejero sabio y buen amigo de todos a bordo a lo largo de la expedición." Gillies se unió al Aurora y nuevamente en 1916, y fue el Primer Oficial durante el rescate del Equipo del mar de Ross de la Expedición Imperial Transantártica, por lo cual se le otorgó la Medalla Polar.
Las islas Gillies, en la barrera de hielo Shackleton en la Antártida, fueron nombradas en su honor por el Comandante de la EAA Douglas Mawson.